# Dervišaga
Dervišaga is een plaats in de gemeente Požega in de Kroatische provincie Požega-Slavonië. De plaats telt 989 inwoners (2001).